# 吾妻町 (名古屋市)
吾妻町（あづまちょう）は、愛知県名古屋市中区にあった地名。現在の大須一丁目・大須二丁目の各一部に相当する。
丁目は設定されていなかった。

## 地理
名古屋市中区中央部に位置していた。
東は門前町、西は常盤町、南は天王町、北は若松町に接していた。

## 歴史
江戸時代には十四番町と称し、尾張藩の小吏が居住していた地域であったが、明治時代に入ってから遊廓となった。

### 沿革
- 1876年（明治9年） - 遊廓となる[1]
- 1878年（明治11年）12月20日 - 十四番町を改称し、吾妻町とする[2]。角川日本地名大辞典は城代町から分離し成立したとする[1]。
- 1908年（明治41年）4月1日 - 中区成立に伴い、同区吾妻町となる[2]。
- 1969年（昭和44年）10月21日 - 住居表示の実施に伴い、大須一丁目・大須二丁目に編入され、消滅[2]。